# Achromatyzm (grafika)

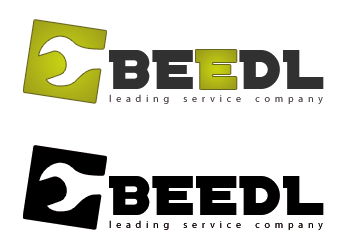
Przykładowe logo w wersji bazowej (na górze) oraz w wersji achromatycznej (na dole).

Achromatyzm – pojęcie używane głównie w komputerowej grafice projektowej, lecz pojawiające się również w innych odłamach grafiki. Achromatyzm to przedstawienie elementu graficznego w postaci tylko dwóch barw – czerni i bieli (jeżeli uzna się czerń i biel za barwy).
W odróżnieniu od monochromatyzmu, który zawiera biel, czerń oraz wszystkie barwy przejściowe (odcienie szarości), achromatyzm zawiera tylko dwie barwy – czarną i białą. Z tego typu achromatyzmem można spotkać się głównie w grafice projektowej, np. podczas tworzenia logo. W takim przypadku logo, które w wersji bazowej posiada jakąś barwę (inną niż czarną czy białą) przedstawiane jest również w wersji achromatycznej, a więc składające się tylko z dwóch barw – czarnej i białej.